# Восстание Богуна
Восстание Богуна 1659 года — народное, казацкое и украинское восстание на Старой, Польской, Правобережной Украине против Гетмана Казацкой Украины Ивана Выговского, возглавленное соратником Гетмана Богдана, казацким, украинским полковником Иваном Богуном. Одно из событий гражданской, междоусобной войны на землях Гетманской Украины 17 века, приведшей к ее децентрализации, делению на полки точнее полковые области, фактически аналог бывших воеводств Короны и Речи и прообраз современных областей Украинского государства.
Вспыхнуло в связи с подписанием Выговским в сентябре 1658 года Гадячского договора с Речью Посполитой. В 1659 году объединённые силы русского войска Григория Ромодановского и казацких полков Ивана Богуна, Ивана Беспалого и запорожцев Ивана Серко разгромили под Лубнами и Лохвицей войско во главе с Выговским. После поражения Выговский начал переговоры о принятии Украины в подданство Турции и обратился за помощью к крымским татарам. Иван Богун и Иван Серко разбили татар и двинулись на гетманскую столицу Чигирин. Выговский бежал на территорию, находящуюся под польским контролем, где был впоследствии расстрелян (17 марта 1664 года в с. Рокитное Киевского воеводства).